# Leucauge loltuna
Leucauge loltuna är en spindelart som beskrevs av Chamberlin och Ivie 1938. Leucauge loltuna ingår i släktet Leucauge och familjen käkspindlar. Inga underarter finns listade i Catalogue of Life.